# Сан-Грегоріо-нелле-Альпі
Сан-Грегоріо-нелле-Альпі, Сан-Ґреґоріо-нелле-Альпі (італ. San Gregorio nelle Alpi, вен. San Gregorio) — муніципалітет в Італії, у регіоні Венето, провінція Беллуно.
Сан-Грегоріо-нелле-Альпі розташований на відстані близько 470 км на північ від Рима, 80 км на північ від Венеції, 15 км на захід від Беллуно.
Населення — 1602 особи (2014).
Щорічний фестиваль відбувається 3 вересня. Покровитель — San Gregorio Magno.

## Демографія
Населення за роками:

Станом на 1 січня 2023 року в муніципалітеті офіційно проживав 51 іноземець з 21 країни, серед них 19 громадян країн Євросоюзу та 8 громадян України.

## Сусідні муніципалітети
- Чезіомаджоре
- Санта-Джустіна
- Соспіроло